# Iphinoe stebbingi
Iphinoe stebbingi är en kräftdjursart som beskrevs av Jones 1956. Iphinoe stebbingi ingår i släktet Iphinoe och familjen Bodotriidae. Inga underarter finns listade i Catalogue of Life.